# Tom Clancy’s Rainbow Six (Computerspiel)
Tom Clancy’s Rainbow Six ist ein Taktik-Shooter und der erste Teil der Computerspielreihe Tom Clancy’s Rainbow Six. Es erschien am 21. August 1998 für Microsoft Windows. Zeitgleich erschien der Roman Operation Rainbow von Tom Clancy. Dieser war Miteigentümer des Entwicklerstudios Red Storm Entertainment. Mit Rainbow Six: Eagle Watch erschien im Folgejahr eine Erweiterung.

## Entwicklung
Das initiale Konzept hieß intern Hostage Rescue Team (kurz HRT) während der spätere offizielle Name Rainbow von dem Begriff Regenbogennation und Six auf den O6-Gehaltsgrads in der United States Navy abzielte. Inhaltlich war es an Filme wie Mission: Impossible oder Das dreckige Dutzend angelehnt, in denen Profis routiniert einen Einsatz absolvieren. Das Spielprinzip sollte weniger reflexbasiert sein wie die frühen Ego-Shooter, sondern Planung und Präzision in den Mittelpunkt rücken. Da das Spielprinzip Geiselbefreiungen schnell monoton würde, weitete man den Einsatzbereich aus. Mitarbeiter von Heckler & Koch standen beratend zur Seite und standen auch für Motion Capture zur Verfügung. Sie rieten auch davon ab, Sprungmechaniken einzubauen, da Spezialeinsatzkräfte anders als Computerspieler immer um Hindernisse herumlaufen würden. Die Schauplätze waren realen Vorbildern nachempfunden. Die Entwicklungszeit wurde schnell unruhig. Nur wenige Programmierer waren in dem kleinen Team, sodass man sich entschied die 3D-Technik vom Mutterkonzern Virtus zu verwenden. Diese musste für das Medium Computerspiel sehr stark angepasst werden. Meilensteine wurde nicht erreicht, sodass von Februar bis Juli 1998 eine Zeit des Crunch herrschte. Tom Clancy selbst war nur konzeptionell an der Grundidee beteiligt.

## Spielprinzip
Der Spieler muss in 16 Missionen VIPs eskortieren, Geiseln befreien und Botschaften von Terroristen zurückerobern. Zunächst wird in einer Planungsphase eine Einsatztruppe zusammengestellt, die jeweils unterschiedliche Fähigkeiten besitzen. Anschließend wird eine Primär- und eine Sekundärwaffe zugewiesen, der Agent mit Munition versorgt, aber auch Dietrich oder Blendgranate verteilt. Der Spieler kann anschließend im Einsatz jeweils ein Mitglied der Spezialeinheit steuern, aber zwischen ihnen wechseln und Befehle geben.

## Rezeption
Das Spielkonzept sei intelligent, durchdacht und besäße einen hohen Grad an Komplexität, sei dabei auch sehr spannend. Es böte eine dichte Atmosphäre, spannende, überraschungsreiche Hintergrundgeschichte. Die Grafik wirke jedoch veraltet. Sie böte jedoch zahlreiche Details, die durch Umgebungsgeräusch und Funkverkehr realistisch erscheine. Das Spiel verlange von dem Spiel viel Zeit und Geduld ab. Es kombiniere Elemente eines Ego-Shooters mit dem eines Strategiespiels und forciere planvolles Vorgehen. Es sei ein anspruchsvoller Shooter, mit starkem Gewicht auf die Planungsphase. Negativ sei jedoch die KI und die Wegfindung zu bewerten. Die computergesteuerten Spielfiguren folgen dem Spieler, ohne Flanken zu decken und blockieren Durchgänge. Die Texturen seien nicht gut gelungen. Der Simulationsanteil sorge für hohe Spannung, da ein Schuss oftmals bereits tödlich sei. Die Kampagne sei kurz, aber sei für erneutes Durchspielen gut geeignet. Auch planlos und in typischer Shootermanier lassen sich ebenfalls die Missionen bestreiten, was dem hohen Planungsanteil zuwiderliefe. Die deutsche Version wurde bereits mit Patches ausgeliefert, die schwerwiegende Fehler behoben hätten.
In der PlayStation-Fassung fehle der Mehrspielermodus. Die Steuerung auf der Konsole sei komplex aber intuitiv. Die Grafik sei recht simpel gehalten. Das vorsichtige Vorgehen und die Planung sei reizvoll.
Retrospektiv konnte es sich trotz starker Konkurrenz im Veröffentlichungsjahr durchsetzen und definierte ein ganzes Genre.